# Missió d'Observació de les Nacions Unides al Tadjikistan
La Missió d'Observació de les Nacions Unides al Tadjikistan (UNMOT) va ser una missió de pau de les Nacions Unides establerta mitjançant la Resolució 968 el 16 de desembre de 1994 i fou estesa diverses ocasions fins que el mandat va expirar el maig de 2000. El seu objectiu era controlar els acords de pau durant i després de la Guerra Civil del Tadjikistan. Els observadors es van desplegar per primera vegada després de l'alto el foc, el 1994, entre el govern de Tadjikistan, liderat per Emomali Rahmonov i l'Oposició Tadjik Unida. Després de l'armistici patrocinat per l'ONU, va acabar la guerra el 1997, l'ONU va ampliar el mandat original de la missió per controlar la pau i la desmobilització. La missió tenia la seva seu a Duixanbe, Tadjikistan.

## Desenvolupament de la participació de les Nacions Unides
Tadjikistan va romandre en estat d'agitació política durant mesos després que la República Socialista Soviètica del Tadjikistan va declarar la independència de la Unió Soviètica el setembre de 1991. L'Oposició Tadjik Unida, una aliança democràtica, liberal i les forces islamistes van poder prendre el poder a mitjan 1992 per poc temps, després de les quals les forces del govern d'Emomali Sharipani Ramona van poder recuperar el control militar. Segons les Nacions Unides, «a mitjan 1993, en un país de menys de sis milions, es calculaven que unes 50.000 persones, majoritàriament civils, havien estat assassinades, unes 600.000 s'havien desplaçat internament i 60.000 més havien travessat la frontera cap al nord de l'Afganistan.» Tot i que les hostilitats més organitzades havien acabat a final de 1993, els insurgents de la UTO van continuar lluitant contra les forces governamentals tadjiks i els seus aliats de la Federació Russa al llarg de la frontera entre Tadjikistan i Afganistan. Les primeres forces de manteniment de la pau, les Forces Armades Col·lectives de la pau a Tadjikistan de la Comunitat d'Estats Independents, es van organitzar a finals de 1993, amb forces aportades per Kazakhstan, Kirguizstan, la Federació de Rússia, Tadjikistan i l'Uzbekistan.
Hi va haver una sèrie d'intents regionals de pau en 1992 i 1993, cap dels quals va tenir un èxit particular. Després d'un recurs directe del president de l'Uzbekistan, Islam Karimov, el secretari general de les Nacions Unides, Boutros Boutros-Ghali, va enviar missions a la zona per trobar i observar la situació humanitària. Posteriorment, Boutros-Ghali va autoritzar a un Enviat Especial per al Tadjikistan a buscar un alto el foc immediat i negociacions entre les dues parts i les nacions veïnes. El setembre del 1994, després de converses a Moscou i Teheran, es va signar l'Acord de Teheran (o l' Acord sobre un alto el foc temporal i el cessament d'altres actes hostils a la frontera Tadjik-Afganesa i dins del país per a la durada de les converses), amb l'estipulació que l'acord d'alto el foc s'aplicaria tan bon punt es despleguessin observadors de manteniment de la pau de l'ONU. Va entrar en vigor el 20 d'octubre de 1994, després que arribessin els primers 15 observadors. El Consell de Seguretat de les Nacions Unides va començar a considerar el desplegament d'una missió de manteniment de la pau a la zona per investigar i informar sobre les violacions de l'alto el foc. La Resolució 968 (1994) de 16 de desembre de 1994 va establir formalment la Missió d'Observadors de les Nacions Unides a Tadjikistan. Amb la cooperació de les forces frontereres russes i les Forces Col·lectives de Manteniment de la Pau de la CEI, la missió va mantenir un nivell baix de personal, amb una força inicial de 55, incloent 22 militars.

## Personal
El personal de la UNMOT estava format per observadors militars i personal civil internacional i local, així com dos oficials de policia civil després de juliol de 1998. Els observadors militars provenien de 15 països estrangers, Àustria, Bangladesh, Bulgària, República Txeca, Dinamarca, Ghana, Hongria, Indonèsia, Jordània, Nepal, Nigèria, Polònia, Suïssa, Ucraïna i Uruguai. Tot i que va començar amb un desplegament inicial de només 40 observadors militars (excloent el personal civil i la policia), el nombre es va incrementar fins a la seva força més alta de 81 després de l'armistici i va aconseguir la seva força més baixa en el moment de la retirada de la UNMOT.

## Baixes
La missió va patir setvmorts, tres militars i quatre civils. L'incident més destacat va ser el 20 de juliol de 1998 quan quatre membres de la UNMOT, el major Ryszard Szewczyk de Polònia; el major Adolfo Scharpegge de l'Uruguai; Yutaka Akino del Japó; i Jourajon Mahramov, de Tadjikistan, van ser assassinats prop de la ciutat de Garm al Tadjikistan central. El mateix dia, tot el sistema de l'ONU, a més de moltes operacions suspeses de ONG internacionals, va retirar personal del Tadjikistan.